# Borovki (Nóvgorod)
|  | Per a altres significats, vegeu «Borovki». |

Borovki (en rus: Боровки) és un poble de l'óblast de Nóvgorod, a Rússia, segons el cens del 2011 tenia 7 habitants.